# Višegrad
Višegrad je grad i općina u istočnoj Bosni (BiH).

## Zemljopis
Višegrad leži na rijeci Drini, u prostranoj kotlini, na brežuljkastim padinama koje se blago uzdižu u planine visoke preko 1000 metara. Višegradska kotlina je jedna od rijetkih proširenja u toku rijeke Drine koji se sastoji djelomično od visokih klisura i planina.
Na mjestu gdje se planine koje čine uski i duboki kanjon Drine razdvajaju u prostranu kotlinu, stoji kameni 500 godina star most s 11 lukova širokog raspona, poznatijeg svima kao "na Drini ćuprija" (roman Ive Andrića).

## Stanovništvo
Po posljednjem službenom popisu stanovništva iz 1991. godine, općina Višegrad imala je 21 199 stanovnika, raspoređenih u 163 naselja.
| Stanovništvo općine Višegrad |                  |                  |                  |
| godina popisa                | 1991.            | 1981.            | 1971.            |
| Muslimani                    | 13.471 (63,54 %) | 14.397 (62,05 %) | 15.752 (62,04 %) |
| Srbi                         | 6743 (31,80 %)   | 7648 (32,96 %)   | 9225 (36,33 %)   |
| Hrvati                       | 32 (0,15 %)      | 60 (0,25 %)      | 68 (0,26 %)      |
| Jugoslaveni                  | 319 (1,50 %)     | 758 (3,26 %)     | 141 (0,55 %)     |
| ostali i nepoznato           | 634 (3,37 %)     | 338 (1,45 %)     | 203 (0,79 %)     |
| ukupno                       | 21.199           | 23.201           | 25.389           |

#### Višegrad (naseljeno mjesto), nacionalni sastav
| Višegrad           |                |                |                |
| godina popisa      | 1991.          | 1981.          | 1971.          |
| Muslimani          | 3463 (50,17 %) | 2854 (47,66 %) | 2429 (49,91 %) |
| Srbi               | 2619 (37,94 %) | 2446 (40,84 %) | 2141 (43,99 %) |
| Hrvati             | 23 (0,33 %)    | 52 (0,86 %)    | 53 (1,08 %)    |
| Jugoslaveni        | 270 (3,91 %)   | 518 (8,65 %)   | 107 (2,19 %)   |
| ostali i nepoznato | 527 (7,63 %)   | 118 (1,97 %)   | 136 (2,79 %)   |
| ukupno             | 6902           | 5988           | 4866           |

## Naseljena mjesta
Ajdinovići, 
Babin Potok, 
Ban Polje, 
Barimo, 
Batkovica, 
Batkušići, 
Bijela, 
Biljezi, 
Bistrivode, 
Bjegovići, 
Bjeljajci, 
Blace,
Blaž, 
Bodežnik, 
Bogdašići, 
Bogilice, 
Borovac, 
Brezje, 
Brodar, 
Bursići, 
Crijep, 
Crnčići, 
Crni Vrh, 
Čengići, 
Češalj, 
Ćaćice, 
Dobrunska Rijeka, 
Donja Brštanica, 
Donja Crnča, 
Donja Jagodina, 
Donja Lijeska, 
Donje Dubovo, 
Donje Štitarevo, 
Donje Vardište, 
Donji Dobrun, 
Donji Dubovik, 
Dragomilje, 
Drina, 
Drinsko, 
Drokan, 
Dubočica, Dušče, 
Džankići, 
Đipi, 
Đurevići, 
Faljenovići, 
Gazibare, 
Glogova, 
Gornja Brštanica, 
Gornja Crnča, 
Gornja Jagodina, 
Gornja Lijeska, 
Gornje Dubovo, 
Gornje Štitarevo, 
Gornji Dobrun, 
Gornji Dubovik, 
Granje, 
Greben, 
Hadrovići, 
Haluge, 
Hamzići, 
Han Brdo, 
Holijaci, 
Holijačka Luka, 
Hranjevac, 
Jablanica, 
Jarci, 
Jelačići, 
Jelašci, 
Jelići, 
Jezernice, 
Kabernik, 
Kamenica, 
Kapetanovići, 
Klašnik, 
Klisura, 
Kočarim, 
Kopito, 
Koritnik, 
Kosovo Polje, 
Kragujevac, 
Kuka, 
Kupusovići, 
Kurtalići, 
Kustur Polje, 
Lasci, 
Loznica, 
Macute, 
Madžarevići, 
Mala Gostilja, 
Mangalin Han, 
Masali, 
Međeđa, 
Međuselje, 
Menzilovići, 
Meremišlje, 
Miloševići, 
Mirlovići, 
Mramorice, 
Mušići, 
Nebogovine, 
Nezuci, 
Obravnje, 
Odžak, 
Okolišta, 
Okrugla, 
Omerovići, 
Oplave, 
Orahovci, 
Palež, 
Paočići, 
Pijavice, 
Podgorje, 
Poljanice, 
Polje, 
Povjestača, 
Pozderčići, 
Prelovo, 
Presjeka, 
Pretiša, 
Prisoje, 
Raonići, 
Repuševići, 
Resnik, 
Rijeka, 
Rodić Brdo, 
Rohci, 
Rujišta, 
Rutenovići, 
Rzav, 
Sase, 
Sendići, 
Smriječje, 
Staniševac, 
Stolac, 
Stražbenice, 
Šeganje, 
Šip, 
Šumice, 
Trševine, 
Tupeši, 
Turjak, 
Tusta Međ, 
Tvrtkovići, 
Ubava, 
Uništa, 
Ušće Lima, 
Veletovo, 
Velika Gostilja, 
Velje Polje, 
Velji Lug, 
Višegrad, 
Višegradska Banja, 
Vlahovići, 
Vodenice, 
Vučine, 
Zagorac, 
Zakrsnica, 
Zanožje, 
Zemljice, 
Zlatnik, 
Žagre i 
Žlijeb.

## Turski popis stanovništva 1468./1469.
| Stanovništvo Višegrada 1468./1469. |           |           |         |       |                 |
| godina                             | broj sela | broj kuća | odrasli | djeca | broj stanovnika |
| 1468./1469.                        | /         | 158       | /       | /     | 820             |

## Povijest
12 km od Višegrada u klisuri rijeke Rzava nalazi se manastir Dobrun, više puta uništavan i rekonstruiran. Izvori ga znaju kao Kruševo. Podigli su ga župan Pribil i njegovi sinovi Stefan i Petar 1343. godine. U neposrednoj blizini manastira Dobrun nalazio se istoimeni stari grad Dobrun, 150 m visoko u stijenama, najpoznatiji srednjovjekovni grad u ovom kraju, poznat još u 15. st. Kroz Višegrad je prolazio Bosanski drum. Put je vodio do Dobruna koji je bio karavanska postaja, važno križanje i imao je koloniju dubrovačkih trgovaca. Odavde se trgovački put granao u dva ogranka, jedan prema istoku na Zapadnu Moravu i put Beograd - Solun, a jugoistočni preko Priboja i Zlatibora kod Sjenice se križao s Dubrovačkim drumom.   
Povijesni dokumenti spominju Višegrad prvi put 1407. godine. U 13. stoljeću naselje se razvija kao podgrađe Višegrada. Ostatci tvrđave i danas su iznad grada. Od druge polovice 14. stoljeća velikaška obitelj Pavlovića vlasnik je grada. Osmanski ga osvajači zauzimaju prije veljače 1462. godine.
U Višegradu je prije slavnog mosta postojao stari drveni most, o čemu svjedoči jedna gravura iz 1530. godine. Mostom se prelazilo na drugu stranu sve do jedne jeseni kad ga je snažna rijeka odnijela i od tada se Drinu prelazilo crvotočnom skelom, spomenutoj u Andrićevom slavnom romanu. 
Turski izvori navode da je Osman-paša osvojio Višegrad 1544. godine. 
Sjedište kadiluka do 1565. godine. Grad obogaćen građevinama za vezirovanja Mehmed-paše Sokolovića. Podignuti su hamam, vodovod, kameni most preko Drine i veliki karavan-saraj s imaretom.
Oko 1577. dao je sagraditi donju Višegradsku varoš. Budući da je postojalo i naselje iznad, grad je dobio ime Višegrad.
Osmanska je vlast potrajala do 1878. godine, kad ga zaposjeda Austro-Ugarska. Aneksijom postaje dio Austro-Ugarske. 
1884. sagrađena je pravoslavna crkva Uspenja Presvete Bogorodice.
1899. napravljena je kapela Blažene Djevice Marije - Pomoćnice kršćana. 
Iz 1903. datira katolička crkva Marije Pomoćnice kršćana u Višegradu. Izgrađena je u samom gradu na brijegu Bikavcu. Posvetio ju je prepošt mons. Stjepan Hadrović, kanonik. 1910. ovdje je osnovana podružnica HKD-a Napredak. Poslije 1918. iselili su katolici Nijemci i Austrijanci kao i Mađari. Godine 1922. u višegradskoj katoličkoj crkvi održana i velika krizma za cijeli gornjodrinjski kraj, prigodom pohoda nadbiskupa Ivana Ev. Šarića Višegradu. U gradu je ograđeno katoličko groblje. Jeseni 1921. sjedište goraždanske župe premješteno je u Višegrad. Sjedište župe je bilo u Sjetlini, zbog iznimnog mnoštva katolika u tom mjestu, pogotovu Talijana. U Sjetlini je sjedište bilo od 1. siječnja 1926. do 25. studenoga 1926., a poslije ponovno bilo u Višegradu. 1920-ih višegradska župa imala je najviše katolika. Bilo je nešto više od 2000 vjernika. Župa je obuhvaćala Višegrad, Goražde, Rogaticu, dio općine Rudo, Praču sve do njezina odvajanja i pripajanja župi Pale. U međuratnim godinama podružnica HKD Napredak bilježila je zadivljujuće rezultate, zahvaljujući predsjedniku Napretkova višegradskog odbora Jure Caratana. Istaknuti su u spomenici Tomislava Išeka.
U Kraljevini SHS u sastavu Sarajevske oblasti (1922. – 29.) i Drinske banovine (1929. – 1941.). Pred rat višegradska je župa dočekala s 1800 katolika (1939.). 
U Drugom svjetskom ratu dio NDH, Velike župe Vrhbosna i sjedište kotarske oblasti. Poslije rata dio NR BiH. Zbog snažnog djelovanja četnika katolici su pretrpili pogrom već 1941. Broj se još više smanjio u ratu, a trend se nastavio i poslije Drugog svjetskog rata. Mjesna katolička crkva pretrpila je štete. Najprije je pretvorena u skladište, a potom i srušena negdje pred kraj ili poslije Drugog svjetskog rata. Višegradska je župa dala četiri svećenika Katoličkoj Crkvi, poznatog Goraždanina don Ante Bakovića (rođen u Goraždu), don Adolfa Hvalu (rođen u Višegradu), fra Jozu Petrova (rođen u Višegradu) i bogoslova Josipa Martinovića (1919., Višegrad) koji je ubijen, 1945., prema jednoj verziji mučen i ubijen u sarajevskom zatvoru, a prema drugoj da je nestao na Križnom putu odnosno ubijen u Tramošnici 1944. te don Josip Fuchs (rođeni Fočak). U drugom svjetskom ratu u Višegradu je zarobljen župnik župe Goražde don Ivan Miletić (1913. – 26. studenoga 1943.) a potom i ubijen.
5. i 6. listopada 1943. odvijala se velika bitka za Višegrad između snaga Njemačke i NDH protiv četnika. Bitka na Semećkom polju raširila se kao legenda u četničkim redovima.
U planinama u okolici Višegrada agenti Ozne uhitili su Dražu Mihailovića 12. ožujka 1946. godine. Sljedbenici ravnogorskoga četničkog pokreta danas u Višegradu obilježavaju godišnjicu uhićenja Draže Mihajlovića. U srpskoj agresiji na BiH Višegrad je zarana došao pod okupaciju snaga Republike Srpske. Za okupacije stradao velik broj Bošnjaka i broj stradalih se procjenjuje na 3000 ljudi. U naselju Bikavac 27. lipnja 1992. u stravičnom zločinu zvanom "Živa lomača" više od 70 civila muslimanske nacionalnosti zapaljeno je živo u jednoj kući.
Višegrad je postao sjedištem katoličke župe nakon što ju je iz Goražda premjestio svećenik Andrija Antunović, rodom iz Gračaca.

### Rat u BiH
Tijekom rata u BiH, Višegrad je bio jedan od prvih gradova žrtava. U njemu su počinjeni masovna strijeljanja i progoni Bošnjaka.

## Gospodarstvo
Drvna industrija, proizvodnja (Metalac) čelične užadi i konfekcije (Konfekcija Napredak) te hidroelektrana na Drini iz 1989. godine, snage 315 MW. Turizam. Kemijska industrija - tvornica terpentina (NIRS Terpentin). Turistička željeznička pruga. Zdravstveni turizam - Višegradska banja, 5 km sjeverno. U manastiru Dobrun nalazi se Muzej Prvog srpskog ustanka, riznica mitropolije dabrobosanske i galerija slika.

## Poznate osobe
- Mehmed Baždarević, bosanskohercegovački nogometaš
- Nedžad Branković, bosanskohercegovački političar
- Nihad Đedović, bosanskohercegovački košarkaš
- Živorad Janković, srpski arhitekt
- Sreten Lukić, srpski političar i ratni zločinac
- Makarije Sokolović, patrijarh Srpske pravoslavne Crkve
- Saša Stanišić, bosanskohercegovaćki-njemački književnik

## Spomenici i znamenitosti

### Višegradski most
Djelo Kodže Mimara Sinana. Višegradski most je dug oko 250 metara i širok oko 10 metara osim na sredini gdje je proširen s dvije terase, sa svake strane po jedna. Taj dio mosta zove se kapija. Idući iz čaršije, na lijevoj terasi se uzdiže stub na kome je ugrađena ploča s natpisom stihotvorca Badija iz godine 1571. (kada je izgradnja mosta završena) o onome tko je izgradio most i godinu kada je izgrađen. Nasuprot ovom stubu s desne strane nalazi se terasa koja se zove Sofa. Sofa je uzdignuta s dvije stepenice i ograđena kamenom ogradom kao i cijela dužina mosta.
Jedna od slavnijih južnoslavenskih legenda u stihovima pjevala se medju muslimanima u Višegradu o gradnji ovog mosta, a obilježuje se čestim narodnim mitom o ugradjivanju žive žrtve u kamen da bi velika građevina mogla opstati.  Na ovu legendu aludira i Ivo Andrić u prvim poglavljima svojeg romana, a poznatiji njen refleks je srpska pjesma o "zidanju Skadra."
Most Mehmed-paše Sokolovića je od 2007. na UNESCO-ovu popisu svjetske kulturne baštine.

### Znamenitosti u gradu
Andrićgrad ili Kamengrad je grad, kulturni centar i vrsta etno sela, koji se nalazi na lokaciji Ušće na samom ušću rijeka Drine i Rzava u Višegradu, a idejni tvorac je redatelj Emir Kusturica.
Od mosta počinje i višegradska čaršija smještena najvećim dijelom na desnoj obali.
Čaršija je jednim dijelom u ravnici a jednim u obroncima brijegova. Odmah poslije glavnog dijela čaršije nalazi se ušće rječice Rzava i Drine. Treba spomenuti i prelijepi “športski centar” i restoran “Ušce” koji se nalaze u trokutu, koji prave ove dvije rijeke na mjestu gdje se spajaju. Ovdje su Višegrađani provodili prelijepe ljetne noći u šetnjama i kahvenisanjima. Zbog ovog ušća, Višegrad je poznat i kao “varoš na vodi”. U trokutu između desne obale Drine i lijeve obale Rzava nalazi se glavni dio čaršije.
Na desnoj obali Rzava, preko puta športskog centra, nalazi se Nova mahala, dio grada novijeg porijekla. Ovaj dio grada je izgrađen poslije drugog svjetskog rata. Tu je izgrađeno desetak višekatnica, dvije osnovne škole, Dom kulture i preko 300 stambenih zgrada. Odmah iza Nove mahale su naselja Kosovo Polje, Vučine, Glavica, Garče i Kalata.
U Garču je 1987. godine izgrađen novi armirano-betonski most na Drini za promet, kako bi se rasteretila stara ćuprija. Od Nove Mahale, nizvodno desnom obalom Drine vodi put za Župu, široku kotlinu koja je i najplodniji dio Višegrada. Ova kotlina se stepenasto uzdiže do brda Gostilj, Janjac, Dikava i Stolac koja čine granicu između BiH i Srbije. Ova granica je utvrđena jos 1343. godine i ostala nepromijenjena. Župa je bogata raznim vrstama voća a najviše ima šljiva požegača od kojih se pravila poznata rakija "višegrađanka".
Od 2010. povezan je turističkom uskotračnom prugom s Vardištem (Donjim Vardištem), što je bila dionica uskotračne pruge Sarajevo–Beograd ukinute potkraj 1970-ih. Pruga još povezuje Mokru Goru (Šargan) u Srbiji.

## Kultura
Knjižnica sa spomen-zbirkom književnika i nobelovca Ivana Andrića. Bivša zgrada osnovne škole koju je pohađao. Muzejska postavka učionice je od kraja 19. stoljeća.
Gradska galerija Višegrad.
Spomenik Ivi Andriću i kuća Ive Andrića.

## Šport
- FK Drina HE Višegrad, nogometni klub
- KK Varda HE Višegrad, košarkaški klub
- RK Višegrad, rukometni klub

## Vanjske poveznice
- Službena stranica (srp.)